# دومينيكو روسي (لاعب كرة قدم)
دومينيكو روسي هو لاعب كرة قدم إيطالي، ولد في 9 مايو 2000.